# Roitham am Traunfall
Roitham am Traunfall è un comune austriaco di 2 002 abitanti nel distretto di Gmunden, in Alta Austria.